# Elementy sprężyste

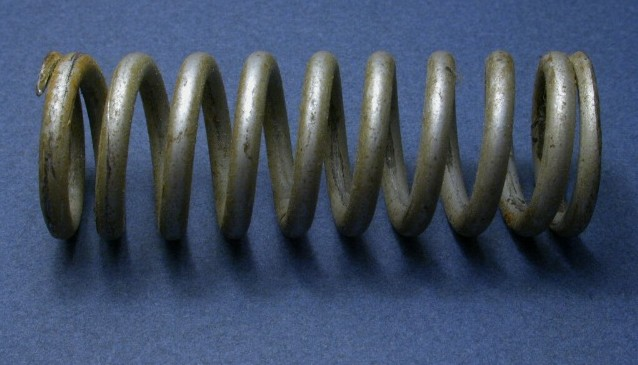
Przykład elementu sprężystego – sprężyna naciskowa

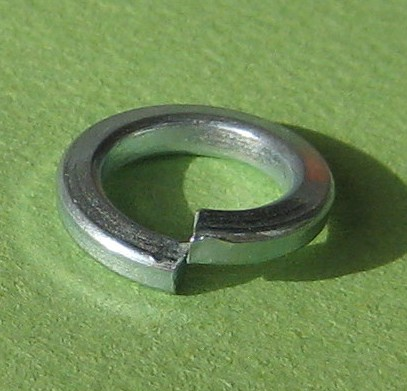
Inny przykład – podkładka sprężysta

Elementy sprężyste (często nazywane podatnymi) to części maszyn charakteryzujące się dużą odkształcalnością, którą osiąga się przez zastosowanie materiałów o małym module sprężystości lub przez odpowiednie kształtowanie elementów.
Elementy podatne spełniają ważne funkcje:
- umożliwiają ruch względny elementów maszyn
- usuwają luzy między elementami maszyn
- wywierają stały nacisk
- łagodzą uderzenia
- kumulują energię

W budowie maszyn najczęściej stosowanymi elementami sprężystymi są sprężyny i sprężniki.